# (799) Gudula
(799) Gudula – planetoida z pasa głównego asteroid okrążająca Słońce w ciągu 4 lat i 20 dni w średniej odległości 2,54 au. Została odkryta 9 marca 1915 roku w Landessternwarte Heidelberg-Königstuhl w Heidelbergu przez Karla Reinmutha. Nazwa pochodzi od niemieckiego imienia żeńskiego. Przed nadaniem nazwy planetoida nosiła oznaczenie tymczasowe (799) 1915 WO.